# Есауленко, Владимир Венедиктович
Влади́мир Венеди́ктович Есауленко (1912-1942) — лейтенант Рабоче-крестьянской Красной Армии, участник Великой Отечественной войны, Герой Советского Союза (1942).

## Биография
Родился в 1912 году в посёлке Денецко-Амвросиевка (ныне — Амвросиевка Донецкой Народной Республики).
Получил неполное среднее образование.
В 1934—1936 годах проходил службу в Рабоче-крестьянской Красной Армии. В 1936 году по комсомольской путёвке был направлен в Сочи на строительство санаториев «Заря» и «Горный воздух». Работал культурологом в санатории «Горный воздух». В 1941 году повторно был призван в армию Сочинским ГВК. В сентябре того же года он окончил курсы младших лейтенантов и был отправлен в действующую армию, командовал 7-й ротой 71-го стрелкового полка 30-й стрелковой дивизии 56-й армии Южного фронта. Участвовал в боях в Ростовской области.
29 сентября 1941 года во время боёв у села Павлоградское рота Есауленко, выйдя во фланг противнику, разгромила пехотный батальон, захватив большие трофеи. В октябре 1941 года рота оказалась в окружении, но сумела выйти из него с минимальными потерями, при этом проведя разведку немецких войск и захватив двух немецких офицеров с документами. В конце октября во время боёв за село Куйбышево заменил собой выбывшего из строя наводчика и уничтожил четыре немецкие автомашины с пехотой. Когда противник через пять дней начал получить подкрепления, поднял роту в атаку и уничтожил большое количество солдат и офицеров, захватил много оружия. 28 января 1942 года получил приказ переправиться через Миус и захватить окраину станицы Ряженое Матвеево-Курганского района Ростовской области. Роте удалось выбить немецкие войска из передовых траншей, но вскоре те предприняли ряд ожесточённых контратак. В бою был ранен, но продолжал сражаться и первым ворвался в станицу. Лично уничтожил 3 дота и большое количество вражеских солдат и офицеров. В том бою Есауленко погиб. Похоронен в с. Ряженое.
Указом Президиума Верховного Совета СССР «О присвоении звания Героя Советского Союза начальствующему и рядовому составу Красной Армии» от 27 марта 1942 года за «образцовое выполнение боевых заданий командования на фронте борьбы с немецкими захватчиками и проявленные при этом отвагу и геройство» лейтенант Владимир Есауленко посмертно был удостоен звания Героя Советского Союза. Также был награждён орденом Ленина.

## Память
- Первоначально был похоронен в с. Ряженое. 30 октября 1943 года произошло перезахоронение В. В. Есауленко в братскую могилу на Школьной площади по улице Ленинская города Амвросиевка. В одной могиле с В. В. Есауленко были захоронены Герои Советского Союза: старший лейтенант Ващенко Василий Иванович, Титовка Сергей Александрович и старшина Черышев Александр Кондратьевич. Об этом свидетельствует документ, размещенный в наши дни на сайте ОВД «Мемориал». Тем не менее, сегодня в с. Ряженое на территории Мемориала с захоронениями погибших советских воинов осталась могильная плита со следующей записью: «Герой Советского Союза Есауленко Владимир Венедиктович. 10.IX1914 — 28.I.1942».
- В его честь названы улицы: в с. Ряженое, г. Амвросиевка и г. Сочи. В Сочи установлены мемориальные доски: на доме 4/5 по улице Есауленко (на месте барака, где семья Есауленко проживала до войны), а также на 8-м корпусе бывшего санатория «Заря» — бывшего санатория «Горный воздух» (ул. Есауленко 1/1) — ныне это здание занимает подразделение МВД России.
- В 2015 году к 70-летию Великой Победы в Сочи в парке имени Фрунзе открыли памятник «Журавли», посвященный Героям Советского Союза-сочинцам. На именной звезде Владимира Есауленко был указан неверный год его гибели: вместо 1942—1945.
- Приказом Министра обороны СССР № 95 от 14 апреля 1965 года Герой Советского Союза лейтенант В. В. Есауленко навечно зачислен в списки личного состава 7-й роты 166-го гвардейского мотострелкового Краснознаменного полка (в/ч 41337) 30-й гвардейской мотострелковой Иркутско-Пинской дивизии. Часть, уже как в/ч 73937 в составе Белорусских Вооруженных Сил, была расформирована в ноябре-декабре 1992 года в связи с тем, что 30-я гвардейская Иркутско-Пинская дивизия в это время была переформирована в 30-ю гвардейскую механизированную бригаду.
- 15 мая 2020 года имя Героя Советского Союза В. В. Есауленко присвоено Ряженской средней образовательной школе Матвеево-Курганского района Ростовской области.